# Александра Пол
Александра Пол (англ. Alexandra Paul; 29 липня 1963) — американська акторка.

## Ранні роки
Народилася 29 липня 1963 року в Нью-Йорку. Мати Сара — соціальний працівник, батько Марк — інвестиційний банкір. Пол виховувалась разом із її однояйцевою сестрою-близнюком Керолайн та молодшим братом Джонатаном у Корнуоллі, штат Коннектикут. За словами Пол, її мати була «дуже ліберальним демократом, а батько був дуже консервативним республіканцем». Її сестра-близнюк, Кароліна Пол, відома як перша в історії Сан-Франциско жінка-пожежник, а брат Джонатан — борець за права тварин. Александра навчалася в Cornwall Consolidated School і Groton School, у місті Гротон, штат Массачусетс, а також була прийнята до Стенфордського університету, але вирішила не навчатись, щоб зосередитися на акторській кар'єрі.

## Кар'єра
Александра Пол працювала на телебаченні з кінця 1980-х років, мабуть, найбільш значущою була її головна роль у «Рятівники Малібу» з 1992 по 1997 рік. Пол почала свою кар'єру, працюючи моделлю в Нью-Йорку, а пізніше переїхала до Лос-Анджелеса, коли вона вирішила продовжити акторську кар'єру. Її перша роль в телефільмі «Паперові ляльки» (1982). Знімалася у фільмі жахів режисера Джона Карпентера «Крістіна» (1983) з Джоном Стоквеллом, спортивній драмі режисера Джона Бедема «Американські блискавки» (1985) з Кевіном Костнером і кіноверсії класичного серіалу «Мережі зла» (1987) з Томом Генксом і Деном Ейкройдом. Стала популярною, коли виконала одну з головних ролей у телесеріалі «Рятівники Малібу» (1992—1997).

## Політична активність
Пол захищає права тварин, кліматичні зміни, мир, а також права ЛГБТК+. Вона йшла п'ять з половиною тижнів на Великому марші миру за глобальне ядерне роззброєння в 1986 році. Пол була заарештована за громадянську непокору понад десяток разів на полігоні в Неваді з 1987 по 2000 рік. У 1989 році її заарештували за мирну адвокатську діяльність від імені людей з ВІЛ. У 2003 році вона була двічі заарештована за громадянську непокору на знак протесту проти війни в Іраку і провела п'ять днів у столичному центрі ув'язнення Лос-Анджелеса після відмови сплатити штраф у 50 доларів. У 2005 році вона була заарештована за протест проти розгрому EV1 і виконала 80-100 годин громадських робіт для організацій з електромобілів. Молодший брат Пол, Джонатан, також є захисником тварин, який відсидів 51 місяць ув'язнення за участь у підпалі бійні.
Вона їздила до Нікарагуа разом з Operation USA та до Південної Африки, щоб зареєструвати виборців. Пол працювала волонтером у Сьєрра-Леоне з некомерційним медіацентром для населення. У 2006 році Александра Пол пожертвувала 250 доларів на кампанію Неда Ламонта проти Джо Лібермана, оскільки Ліберман підтримував війну в Іраку.
У 2014 році вона отримала нагороду «Веган року» за версією Last Chance for Animals, а в 2007 році отримала нагороду Програми ООН з навколишнього середовища за внесок у розв'язання проблеми перенаселення.
У 2016 році Олександра приєдналася до Direct Action Everywhere у відкритому порятунку кількох свиней із заводської ферми. У 2017 році Олександра приєдналася до сидячій атаки на бойні в Окленді, штат Каліфорнія, і була заарештована. У 2018 році Олександру заарештували за акцію громадянської непокори на курячій фермі Sunrise Chicken Farm. У 2019 році вона була заарештована за мирну акцію протесту на качиній фермі Райхардта і два дні провела у в'язниці округу Сонома. У вересні 2020 року Олександра та 6 інших активістів DxE були заарештовані за спробу врятувати свиню з бійні фермера Джона у Верноні, штат Каліфорнія.

Обговорюючи її політичну активність, Пол сказала:
Я впевнений, що є деякі, хто мене не любить за мою відвертість і мої погляди, і я повністю поважаю їх право бойкотувати мої проєкти. Я насправді поважаю людей, які відстоюють свої переконання — навіть якщо я з ними не погоджуюся, — ніж людей, яким байдуже, які бояться «втручатися» або яких не можна турбувати. Я захоплююся пристрастю та відданістю. Одна жінка якось сказала мені, що не може дивитися ці відео боєнь, бо вона «дуже любить тварин», і це її засмутило. Для мене краще потусуватися з мисливцем, який вважає, що він робить правильні речі, ніж з такою дівчиною, як вона.

## Особисте життя
Пол одружена з Ієном Мюрреєм з 2000 року. Вона стала вегетаріанкою у чотирнадцять років після прочитання книги Френсіс Мур Лаппе «Дієта для маленької планети», а в 2010 році стала веганом.
Пол не має дітей за власним бажанням.
Як спортсменка, Пол брала участь у змаганнях Hawaii Ironman у 1997 році. Вона пробігла Бостонський марафон 2000 року. Вона також пропливла 11 миль Fiji Swim, 12,5 миль Swim Around Key West та 14 миль Reto Acapulco у 2014 році.
У 2015 році Пол стала сертифікованим тренером і має власний тренерський бізнес.

## Фільмографія
| Рік       |    | Українська назва                    | Оригінальна назва                  | Роль                   |
| --------- | -- | ----------------------------------- | ---------------------------------- | ---------------------- |
| 1982      | тф | Паперові ляльки                     | Paper Dolls                        | Лорі Касвел            |
| 1983      | ф  | Американський кошмар                | American Nightmare                 | Ізабель                |
| 1983      | ф  | Крістіна                            | Christine                          | Лей Кебот              |
| 1985      | ф  | Американські блискавки              | American Flyers                    | Беккі                  |
| 1987      | с  | Автостопщик                         | The Hitchhiker                     | Джулі                  |
| 1987      | ф  | Мережі зла                          | Dragnet                            | Конні Свейла           |
| 1991      | ф  | Мільйони                            | Miliardi                           | Джулія Ферретті        |
| 1992      | ф  | Каффс                               | Kuffs                              | дружина шефа           |
| 1992—1997 | с  | Рятівники Малібу                    | Baywatch                           | Стефані Голден         |
| 1993      | с  | Джонні Бего                         | Johnny Bago                        | Еріка                  |
| 1993      | тф | Поїзд смерті                        | Death Train                        | Сабріна Карвер         |
| 1994      | ф  | Газетяр                             | The Paper Boy                      | Мелісса Торп           |
| 1995      | в  | Рятівники Малібу: Заборонене рай    | Baywatch: Forbidden Paradise       | Стефані Голден         |
| 1995      | тф | Піранья                             | Piranha                            | Меггі Макнамара        |
| 1995      | тф | Благословення                       | Mixed Blessings                    | Бет                    |
| 1996—1997 | с  | Пожежні Лос-Анджелеса               | L.A. Firefighters                  | Т.К. Мартін            |
| 1997      | с  | Ночі Малібу                         | Baywatch Nights                    | Стефані Голден         |
| 1997      | ф  | Наодинці з убивцею                  | Kiss & Tell                        | Бембі                  |
| 1998      | с  | Корабель любові                     | Love Boat: The Next Wave           | Джилліан Стенфілд      |
| 1999      | тф | Пригоди короля Артура               | Arthur's Quest                     | Кейтлін Регал          |
| 1999      | с  | Район Мелроуз                       | Melrose Place                      | Террі О'Браєн          |
| 2000      | с  | Курячий бульйон для душі            | Chicken Soup for the Soul          | Лін Річардс            |
| 2001      | тф | Небезпечний рейс                    | Rough Air: Danger on Flight 534    | стюардеса Кеті Філліпс |
| 2003      | тф | Гавайське весілля                   | Baywatch: Hawaiian Wedding         | Еллісон                |
| 2003      | с  | Шпигунки                            | She Spies                          | Крістін Блек           |
| 2006      | тф | Небезпечна зона: Вулкан у Нью-Йорку | Disaster Zone: Volcano in New York | доктор Сьюзен Фокслі   |
| 2006      | тф | Ударна хвиля                        | A.I. Assault                       | Марлон Адамс           |
| 2008      | с  | Божевільні                          | Mad Men                            | Полін Філліпс          |
| 2009      | в  | Різдвяна аварія                     | Christmas Crash                    | Крістін Джонсон        |